# مارچلینا
مارچلینا (به ایتالیایی: Marcellina) یک کومونه در ایتالیا است که در استان رم واقع شده‌است. مارچلینا ۱۵٫۳ کیلومتر مربع مساحت و ۷٬۲۸۰ نفر جمعیت دارد و ۲۸۵ متر بالاتر از سطح دریا واقع شده‌است.